# Drupi
Drupi, pseudonimo di Giampiero Anelli (Pavia, 10 agosto 1947), è un cantautore italiano.

## Biografia
Dopo tanta gavetta e aver fatto i mestieri di idraulico, barista e meccanico, esordisce con il gruppo Le Calamite. Il debutto discografico avviene con un 45 giri pubblicato per la Ariston Records, contenente le canzoni Che ti costa e Plenilunio d'agosto (quest'ultima con citazioni musicali da Beethoven) nel 1972; passa poi alla Dischi Ricordi. Partecipa al Festival di Sanremo 1973 con Vado via, scritta da Enrico Riccardi e Luigi Albertelli, senza giungere in finale.

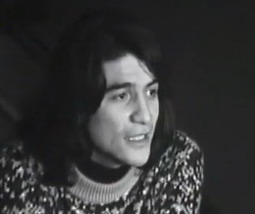
Drupi nel 1975

Successivamente scala le classifiche di vendita non solo in Italia, ma soprattutto in Francia. Drupi ha cantato la canzone Le hasard et la violence del film di Philippe Labro Amore e violenza, che è stato l'unico pezzo della sua carriera cantato in francese. Seguono poi una serie di hit che lo consacreranno come interprete di successo in Europa e nei mercati in lingua spagnola: Rimani, Piccola e fragile (seconda classificata a Un disco per l'estate 1974 e al Festivalbar 1974), Sereno è 1974, Due (con cui vincerà il Festivalbar 1975), Sambariò (Festival di Sanremo 1976). Seguiranno poi Bella Bellissima (1976), che riscontra un notevole successo e Come va (1977). Nel 1978 pubblica la canzone Paese, che diventa la sigla finale di Domenica in (edizione 1978-1979).
Nel 1979, insieme alla cantante ceca Hana Zagorová, interpreta la parte italiana della canzone Setkání ("Riunione"), che ha avuto un grande successo nella Repubblica Ceca.
Nel 1982 si piazza al terzo posto del Festival di Sanremo con Soli, scritta e realizzata insieme ai New Trolls, che diventerà un buon successo discografico. Dopo due anni arriva uno dei più grandi successi di tutta la sua carriera con Regalami un sorriso, arrangiata da Tony Hymas dei Ph.D. e prodotta da Victorio Pezzolla per la WEA Italiana, presentata al Festival di Sanremo 1984. Nelle successive apparizioni sanremesi propone, rispettivamente, Fammi volare (1985), Era bella davvero (1988), Un uomo in più (1992) e Voglio una donna (1995), quest'ultima con la produzione di Toto Cutugno. Nel suo album Amica mia (1992) è inserito inoltre il brano Maledetta musica che porta la firma (musica e testo) di Giorgio Faletti. Continua a incidere dischi senza rincorrere la notorietà a ogni costo, declinando anche numerosi inviti a trasmissioni revival e reality show, inclusi quelli a carattere musicale.
Drupi nel corso degli anni ha acquistato una notorietà sempre crescente nell'Europa dell'est e anche in America latina.
Nell'estate del 2024 ha realizzato il suo primo film come attore protagonista.

## Vita privata
È sposato con Dorina Dato.

## Discografia
- 1974 – Drupi
- 1974 – Sereno è...
- 1975 – Due
- 1976 – Drupi (La visiera si stacca e si indossa!)
- 1977 – Di solito la gente mi chiama Drupi
- 1978 – Provincia
- 1979 – E grido e vivo e amo
- 1981 – Drupi
- 1983 – Canta
- 1985 – Un passo
- 1989 – Drupi
- 1990 – Avanti
- 1992 – Amica mia
- 1993 – Storie d'amore
- 1995 – Voglio una donna
- 1997 – Bella e strega
- 2004 – Buone notizie
- 2007 – Fuori target
- 2013 – Ho sbagliato secolo

## Partecipazioni al Festival di Sanremo
- 1973: Vado via (Non finalista)
- 1976: Sambariò (6º posto)
- 1982: Soli (3º posto)
- 1984: Regalami un sorriso (8º posto)
- 1985: Fammi volare (12º posto)
- 1988: Era bella davvero (20º posto)
- 1992: Un uomo in più (13º posto)
- 1995: Voglio una donna (16º posto)